# Kościół Matki Boskiej Częstochowskiej w Głodowej
Kościół pw. Matki Boskiej Częstochowskiej w Głodowej – rzymskokatolicki kościół filialny należący do parafii pw. św. Apostołów Piotra i Pawła, dekanatu Bobolice, diecezji koszalińsko-kołobrzeskiej, metropolii szczecińsko-kamieńskiej, w Głodowej, w województwie zachodniopomorskim.
Odpust w Kościele odbywa się 26 sierpnia w uroczystość Najświętszej Maryi Panny Częstochowskiej.

## Architektura
Kaplica w świątyni została zbudowana w XVII w. w stylu barokowym i neoromańskim. Nawa główna pochodzi z II poł. XIX w., kiedy to została dobudowana.